# Pradejón
Pradejón es un municipio de la comunidad autónoma de La Rioja (España), famoso por ser el pueblo que más champiñón y setas produce de toda España. La localidad cuenta con el primer servicio de Fungiturismo de España.

## Geografía
Integrado en la comarca de Rioja Baja, se sitúa a 41 kilómetros de Logroño. El término municipal está atravesado por la Autopista Vasco-Aragonesa AP-68 y por la carretera nacional N-232, entre los pK 364 y 368, además de por las carreteras autonómicas LR-123, que conecta con El Villar de Arnedo y Lodosa, y LR-280, que conecta el pueblo con la carretera nacional y la LR-123. 
| Noroeste: Lodosa (Navarra)    | Norte: Sartaguda (Navarra)              | Noreste: Calahorra |
| Oeste: Ausejo                 |                                         | Este: Calahorra    |
| Suroeste: El Villar de Arnedo | Sur: El Villar de Arnedo, Arnedo y Quel | Sureste: Calahorra |

La jurisdicción de Pradejón alcanza 31,76 km², pudiéndose diferenciar seis zonas: las parcelas colindantes al pueblo (3.040 ha), el ferrocarril (3,6 ha), la carretera Zaragoza-Logroño (8,5 ha), la carretera local (5 ha), los caminos vecinales (27 ha) y el Canal de Lodosa o Victoria-Alfonso (55 ha). Lo que suma un total de 3.139,10 ha.
Los principales montes de su jurisdicción son La Majada del Canto (415 metros), Las Raposeras (455 metros) y el Portillo de Tudelilla (425 metros). El único río que pasa por el municipio es el Ebro, el cual transcurre por el norte de su jurisdicción. El agua para sus campos la suministra el canal de Lodosa. La altitud oscila entre los 455 metros (Las Raposeras) y los 310 metros a orillas del Ebro. El pueblo se alza a 361 metros sobre el nivel del mar. 

### Clima
Los principales vientos que azotan Pradejón son seis: el aire de la Peña (que viene de Sartaguda), el bochorno (que viene del sur), el gallego (que viene de Carbonera y Los Molinos de Ocón), el milagrés (que viene de la localidad navarra de Milagro), el navarro (que viene de San Adrián) y el cierzo (aire intermedio entre el gallego y el de la Peña).

## Administración y política

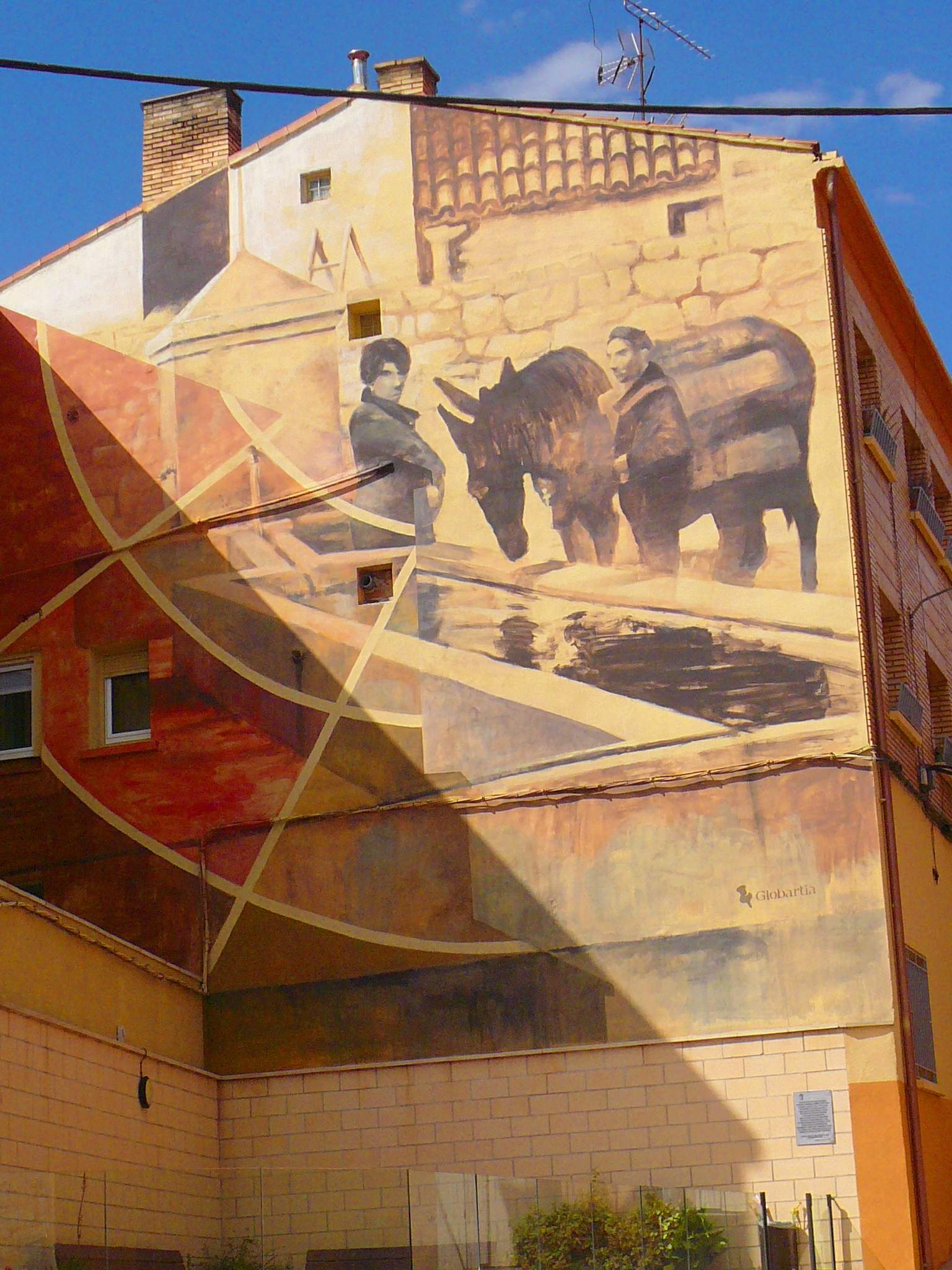
Grafiti de la vida rural en Pradejón

Tradicionalmente fue un pueblo de pastores donde la ganadería era la base de su economía, mientras que la agricultura ocupaba un puesto secundario. Sin embargo su paulatino crecimiento, entre los siglos XVIII y XX, hizo que la agricultura desplazara el sector ganadero a un segundo plano. Finalmente, a principios de los años 60, centró su economía en la producción de champiñón y setas, siendo en la actualidad la localidad que más champiñón y setas produce de toda España.
En la actualidad, tanto la agricultura como la ganadería son dos sectores que se hallan en recesión:
- La ganadería es principalmente ovina y, en menor medida, vacuna; siendo este un sector muy reducido y abocado a desaparecer.
- La agricultura ha experimentado un profundo cambio en las últimas décadas, ya que los productos hortofrutícolas de consumo doméstico han ido desapareciendo a favor de una agricultura de mercado que aporta una mayor rentabilidad económica. Destacan aquí el cultivo del olivo, el almendro, la coliflor y, sobre todo, la vid. En los últimos años, Pradejón se ha abierto paso en el mercado vitivinícola.

En la localidad se encuentra el único matadero de conejos de La Rioja.

### Administración
| Periodo   | Nombre                  | Partido                                 |
| --------- | ----------------------- | --------------------------------------- |
| 1979-1983 | Félix Cordón Ezquerro   | Concejales Independientes para La Rioja |
| 1983-1987 | Félix Cordón Ezquerro   | PSOE                                    |
| 1987-1991 | Félix Cordón Ezquerro   | PSOE                                    |
| 1991-1995 | Félix Cordón Ezquerro   | PSOE                                    |
| 1995-1999 | Félix Cordón Ezquerro   | PSOE                                    |
| 1999-2003 | Jesús Manuel Mangado    | PP                                      |
| 2003-2007 | Félix Cordón Ezquerro   | PSOE                                    |
| 2007-2011 | Óscar León García       | PP                                      |
| 2011-2015 | Óscar León García       | PP                                      |
| 2015-2019 | Óscar León García       | PP                                      |
| 2019-2023 | Óscar León García       | PP                                      |
| 2023-act. | Alfonso Pousada Cabrero | PP                                      |

### Evolución de la deuda viva
El concepto de deuda viva contempla solo las deudas con cajas y bancos relativas a créditos financieros, valores de renta fija y préstamos o créditos transferidos a terceros, excluyéndose, por tanto, la deuda comercial.
| Gráfica de evolución de la deuda viva del ayuntamiento entre 2008 y 2016                             |
| |
| Deuda viva del ayuntamiento en miles de Euros según datos del Ministerio de Hacienda y Ad. Públicas. |

La deuda viva municipal por habitante en 2014 ascendía a 649,22 €.

## Geografía humana

### Demografía
Cuenta con una población de 3754 habitantes (INE 2024).
| Gráfica de evolución demográfica de Pradejón entre 1842 y 2021                                                        |
| |
| Población de derecho según los censos de población del INE. Población de hecho según los censos de población del INE. |

| Nacionalidad | Hombres | Mujeres | Total | %     | Proporción |
| ------------ | ------- | ------- | ----- | ----- | ---------- |
| Española     | 1264    | 1223    | 2487  | 64.5% |            |
| Extranjera   | 732     | 634     | 1366  | 35.4% |            |

## Cultura

### Fiestas
- Hogueras de San Antón: se celebran el 17 de enero de todos los años, en esta festividad se hacen hogueras por todo el pueblo. Los vecinos compiten por ver quién hace la hoguera más grande y, cuando la intensidad del fuego es menor, los jóvenes saltan las hogueras.

- Fiestas de Jueves Santo: este día, el párroco lava los pies de 12 niños que van a hacer ese año la comunión, igual que Jesucristo hizo con los 12 apóstoles en la Última Cena. Los niños salen por el pueblo a pedir dinero por las casas, dinero con el que más tarde harán una cena. En este caso, el que lleva el bote hace de Judas Iscariote.

- Fiestas de San Isidro: estas se celebran el 15 de mayo todos los años, este día la cofradía saca a pasear al santo por todo el pueblo. Luego el cura bendice las roscas y demás alimentos que los fieles llevan a la iglesia.
- Fiestas de la Juventud: se celebran en fin de semana más próximo al 13 de junio, ya que antiguamente las fiestas patronales eran estas fechas.

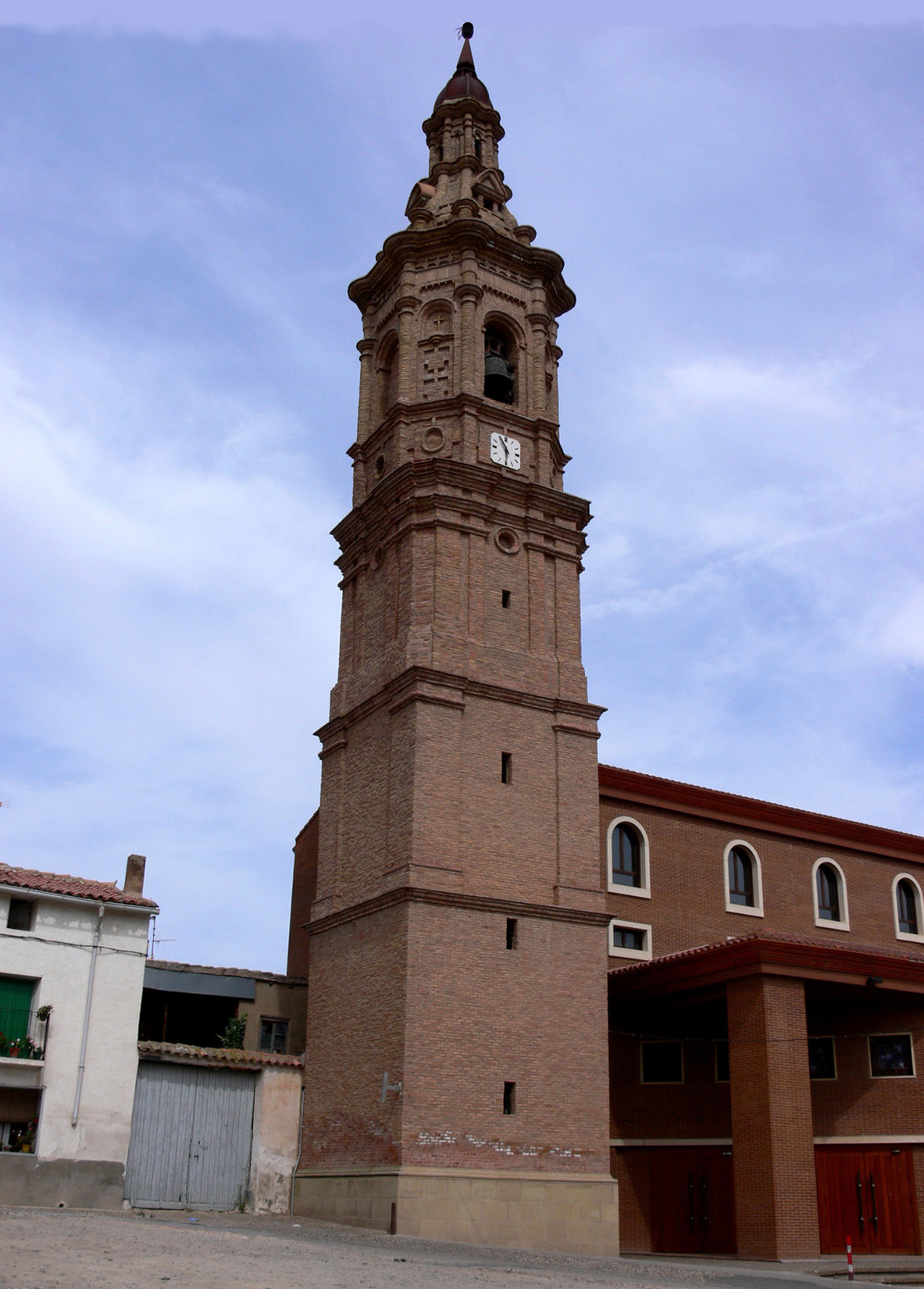
Torre de la iglesia de Santa María.

- Fiestas de San Antonio: estas se celebraban tradicionalmente el 13 de junio de cada año, pero este día solía coincidir con las mayores faenas del campo, por lo que en 1810, el Consejo de la Villa de Pradejón acordó traspasar estas fiestas al 14 de septiembre, día de la Cruz. En la actualidad estas fiestas suelen celebrarse durante la primera semana del mes de septiembre, son las llamadas "fiestas de verano".

- Fiestas de San Ponciano: estas se celebran el 19 de noviembre de cada año, son las llamadas "fiestas de invierno" y solo duran un fin de semana.

- Fungitur: es una feria en honor al champiñón, la seta y la multiculturalidad que convive en el municipio. Se suele celebrar el primer fin de semana de mayo.[8]

### Patrimonio
- Torre exenta de la iglesia de Santa María, del XVIII.

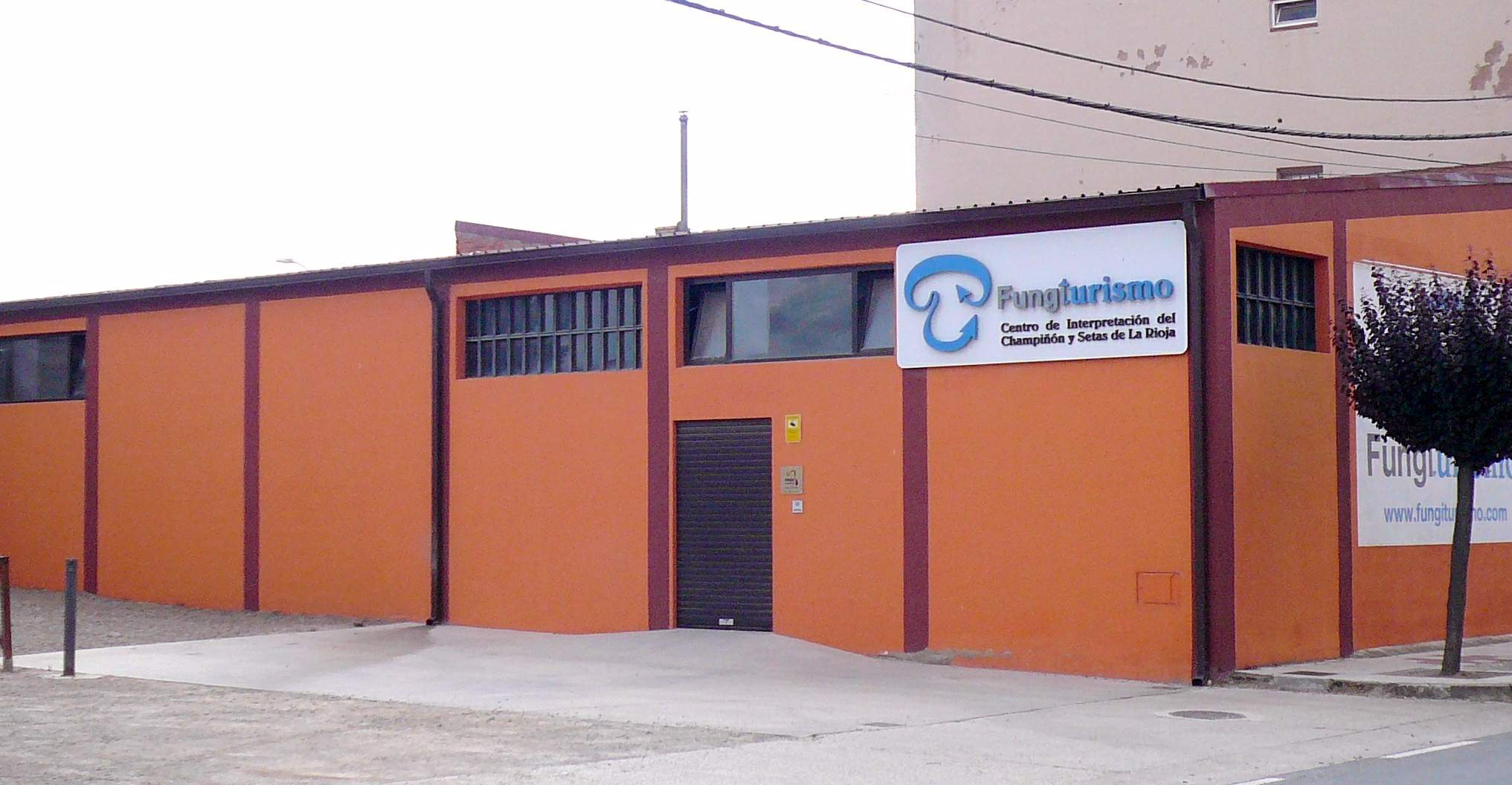
Centro de Interpretación del Champiñón y Setas de la Rioja (Fungiturismo)

### Turismo
Pradejón se caracteriza por ser el mayor productor de champiñón de toda España por lo que hace unos años se creó el centro de FUNGITURISMO, un centro de interpretación dedicado al reino Fungi.
En el que la entrada incluye aparte de la visita del centro, una visita a los cultivos de champiñón y a la bodega musealizada donde se puede ver el origen de estos hongos y para finalizar una degustación. Para más información visitar su página Web.
En estos últimos años Pradejón también se ha convertido en un museo al aire libre con casi una veintena de intervenciones artísticas entre gigantografías y otras intervenciones que se pueden visitar dando un agradable paseo por las calles del municipio.
También cabe destacar que desde principios del 2022 Pradejón cuenta con un Área de Autocaravanas a disposición de todos los visitantes.